# Konklave 1406
Das Konklave von 1406 (18.–30. November) war ein Konklave in der Zeit des Abendländischen Schismas. Es fand nach dem Tod von Papst Innozenz VII. statt und wählte Kardinal Angelo Correr zu seinem Nachfolger, der den Papstnamen Gregor XII. annahm. Er war der vierte Papst der römischen Obedienz.

## Die Wahl Gregors XII.
14 in Rom anwesende Kardinäle traten am 18. November, zwölf Tage nach dem Tod Innozenz’ VII. in das Konklave ein.
Zu Beginn unterzeichneten sie eine Wahlkapitulation, in der jeder von ihnen schwor, nach einer Wahl zurückzutreten, falls Gegenpapst Benedikt XIII. dies ebenfalls tue oder sterben sollte. Zudem versprachen sie, keine neuen Kardinäle ernennen, außer, um Parität mit dem Avignoneser Kardinalskollegium beizubehalten. Schließlich wollten sie innerhalb von drei Monaten Verhandlungen zu einem Treffen mit dem Rivalen aufnehmen.
Darüber hinaus sind kaum Details zu diesem Konklave bekannt, abgesehen vom Ergebnis. Am 30. November wurde Kardinal Angelo Correr auf Vorschlag von Kardinal Antonio Caetani einstimmig gewählt. Er nahm den Papstnamen Gregor XII. an. Obwohl er die Rechtmäßigkeit seines Pontifikats betonte, dankte er neun Jahre später im Konzil von Konstanz ab, wodurch es ermöglicht wurde, die Einheit der römisch-katholischen Kirche wiederherzustellen.

## Wahlberechtigte
Papst Innozenz VII. starb ab 6. November. Am Tag seines Todes gab es 18 Kardinäle in der römischen Obedienz. 14 von ihnen nahmen am Konklave teil:
| Kardinal                               | Titel                                                   | Ernannt am        | durch                         | Anmerkungen                                                                           |
| -------------------------------------- | ------------------------------------------------------- | ----------------- | ----------------------------- | ------------------------------------------------------------------------------------- |
| Angelo Acciaioli                       | Kardinalbischof von Ostia und Velletri                  | 17. Dezember 1384 | Urban VI.                     | Kardinaldekan                                                                         |
| Enrico Minutoli                        | Kardinalbischof von Frascati                            | 18. Dezember 1389 | Bonifatius IX.                | Kämmerer des Heiligen Kardinalskollegiums                                             |
| Antonio Caetani                        | Kardinalbischof von Palestrina                          | 27. Februar 1402  | Bonifatius IX.                | Großpönitentiar                                                                       |
| Angelo d’Anna de Sommariva, O.S.B.Cam. | Kardinalpriester von Santa Pudenziana                   | 27. Dezember 1384 | Urban VI.                     |                                                                                       |
| Corrado Caracciolo                     | Kardinalpriester von San Crisogono                      | 12. Juni 1405     | Innozenz VII.                 | Camerlengo; Administrator von Mileto                                                  |
| Angelo Correr                          | Kardinalpriester von San Marco                          | 12. Juni 1405     | Innozenz VII.                 | Lateinischer Patriarch von Konstantinopel; Administrator von Coron; Papst Gregor XII. |
| Giordano Orsini                        | Kardinalpriester von Santi Silvestro e Martino ai Monti | 12. Juni 1405     | Innozenz VII.                 | Kardinalprotektor des Franziskanerordens                                              |
| Giovanni Migliorati                    | Kardinalpriester von Santa Croce in Gerusalemme         | 12. Juni 1405     | Innozenz VII. (Kardinalnepot) |                                                                                       |
| Antonio Calvi                          | Kardinalpriester von Santa Prassede                     | 12. Juni 1405     | Innozenz VII.                 |                                                                                       |
| Landolfo Maramaldo                     | Kardinaldiakon von San Nicola in Carcere                | 12. Dezember 1381 | Urban VI.                     | Kardinalprotodiakon; Legat in Perugia                                                 |
| Rinaldo Brancaccio                     | Kardinaldiakon von Santi Vito, Modesto e Crescenzia     | 17. Dezember 1384 | Urban VI.                     |                                                                                       |
| Oddone Colonna                         | Kardinaldiakon von San Giorgio in Velabro               | 12. Juni 1405     | Innozenz VII.                 | Elekt von Urbino                                                                      |
| Pietro Stefaneschi                     | Kardinaldiakon von Sant’Angelo in Pescheria             | 12. Juni 1405     | Innozenz VII.                 |                                                                                       |
| Jean Gilles                            | Kardinaldiakon von Santi Cosma e Damiano                | 12. Juni 1405     | Innozenz VII.                 |                                                                                       |

Fast alle am Konklave teilnehmenden Kardinäle waren Italiener, Ausnahme war der Franzose Jean Gilles. Vier der Kardinäle waren von Urban VI. ernannt worden, zwei von Bonifatius IX., acht von Innozenz VII.
Vier Kardinäle (einer von Urban VI. ernannt, einer von Bonifatius IX. und zwei von Innozenz VII.) nahmen nicht am Konklave teil:
| Kardinal                          | Titel                                       | Ernannt am        | durch          | Anmerkungen                         |
| --------------------------------- | ------------------------------------------- | ----------------- | -------------- | ----------------------------------- |
| Bálint Alsáni                     | Kardinalpriester von S. Sabina              | 17. Dezember 1384 | Urban VI.      | Administrator von Pécs              |
| Francesco Uguccione               | Kardinalpriester von Santi Quattro Coronati | 12. Juni 1405     | Innozenz VII.  | Administrator von Bordeaux          |
| Pietro Filargo von Candia, O.F.M. | Kardinalpriester von Santi XII Apostoli     | 12. Juni 1405     | Innozenz VII.  | Administrator von Mailand           |
| Baldassare Cossa                  | Kardinaldiakon von Sant’Eustachio           | 27. Februar 1402  | Bonifatius IX. | Legat in der Romagna und in Bologna |